# Квартет (серіал)
«Квартет» (яп. カルテット) — японський телевізійний драматичний серіал. Транслювся на каналі TBS щовівторка з 17 січня по 21 березня 2017 року в слоті TBS Tuesday Drama о 22:00 — 22:5417 січня 2017 року по 21 березня 2017 року щовівторка з 22:00 до. Головну роль грає Такако Мацу, і це була її перша поява в драматичному серіалі за останні п'ять років.
Квартет — струнний квартет, утворений чотирма головними героями, чотири актори, яким за 30, і оригінальний сценарій Юдзі Сакамото, і поєднує в собі такі елементи, як саспенс, людська драма, комедія та історія кохання. На Сьомій Confidence Awards фільм отримав перемогу в п'яти категоріях у драматичному жанрі, включаючи найкращий фільм.

## Сюжет
Четверо музикантів начебто випадково зустрічаються в караоке-барі в Токіо і вирішують створити квартет. Вони переїжджають до будинку в Каруїдзаві, щоб репетирувати і виступати в місцевих закладах.

## У ролях
- Такако Мацу — Макі Макі, перша скрипка, чоловік якої зник роком раніше
- Хікарі Міцушіма — Судзуме Себукі, віолончель, має загадкове минуле
- Іссей Такахаші — Ютака Іеморі, альт, немає постійної роботи
- Рюхей Мацуда — Цукаса Беппу, друга скрипка, з багатої родини музикантів, його дід володіє будинком, у якому вони живуть.
- Ріхо Йошіока — Аліса Кісугі, офіціантка в ресторані Nocturne Restaurant & Music Hall
- Такеші Томідзава — Дайдзіро Танімура, шеф-кухар ресторану Nocturne Restaurant & Music Hall
- Акіко Ягі — Такамі Танімура, менеджер Nocturne Restaurant & Music Hall
- Mummy-D — Ацуші Ханда
- Масако Мотаї — Кіоко Макі, свекруха Макі Макі, яка думає, що Макі вбила її сина, і наймає Судзуме шпигувати за нею

## Локації серіалу

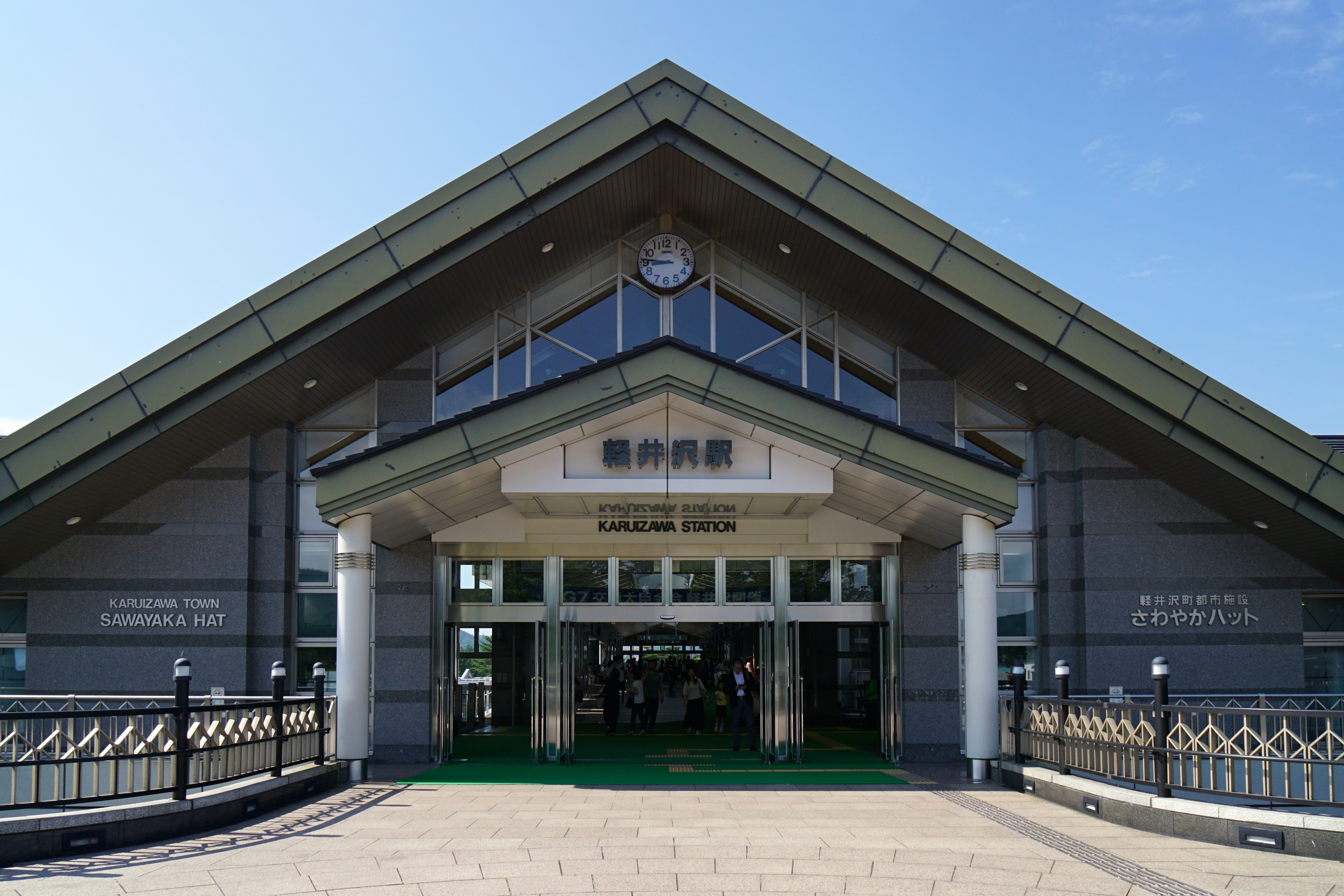
Станція Каруідзава
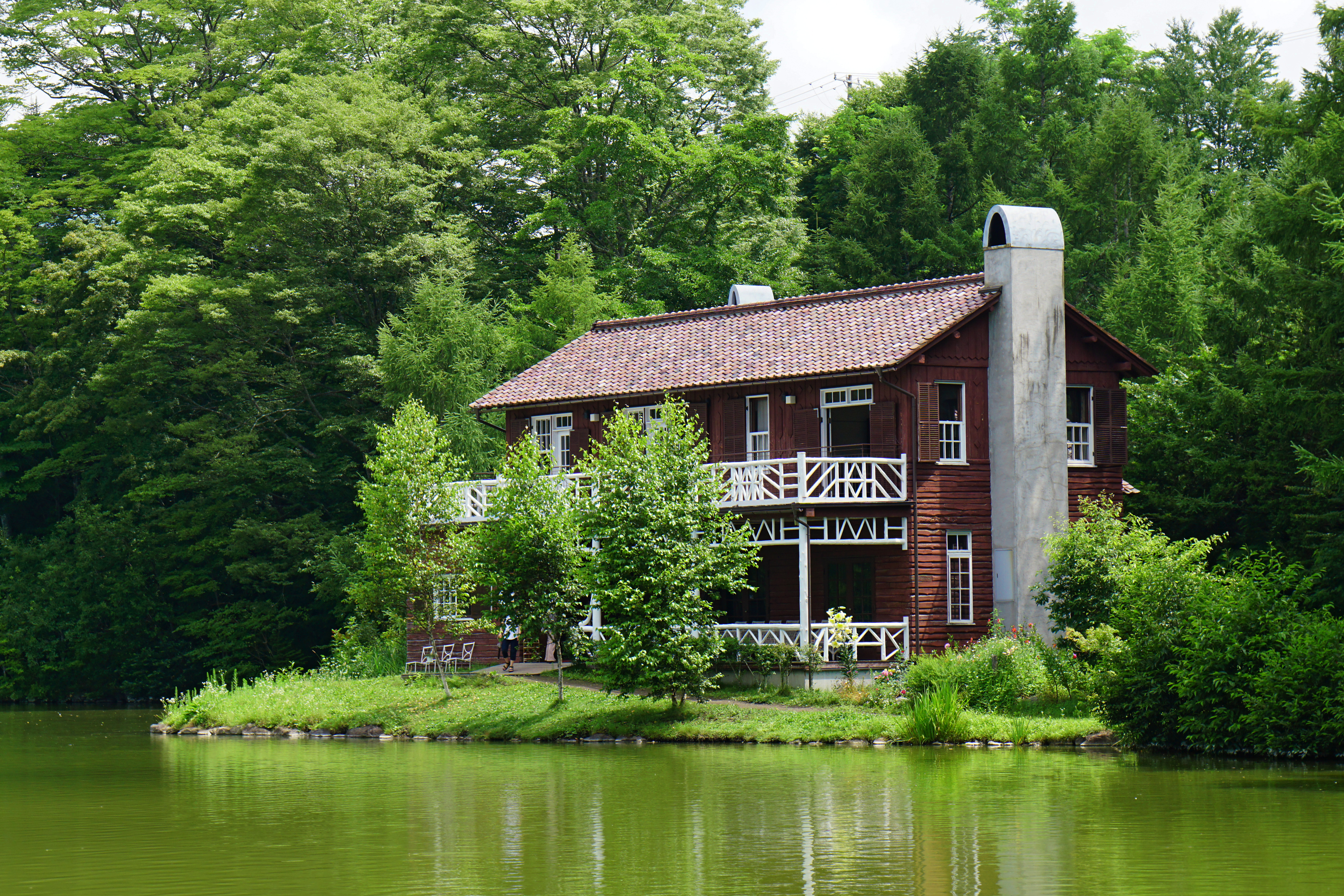
Озеро Сіодзава
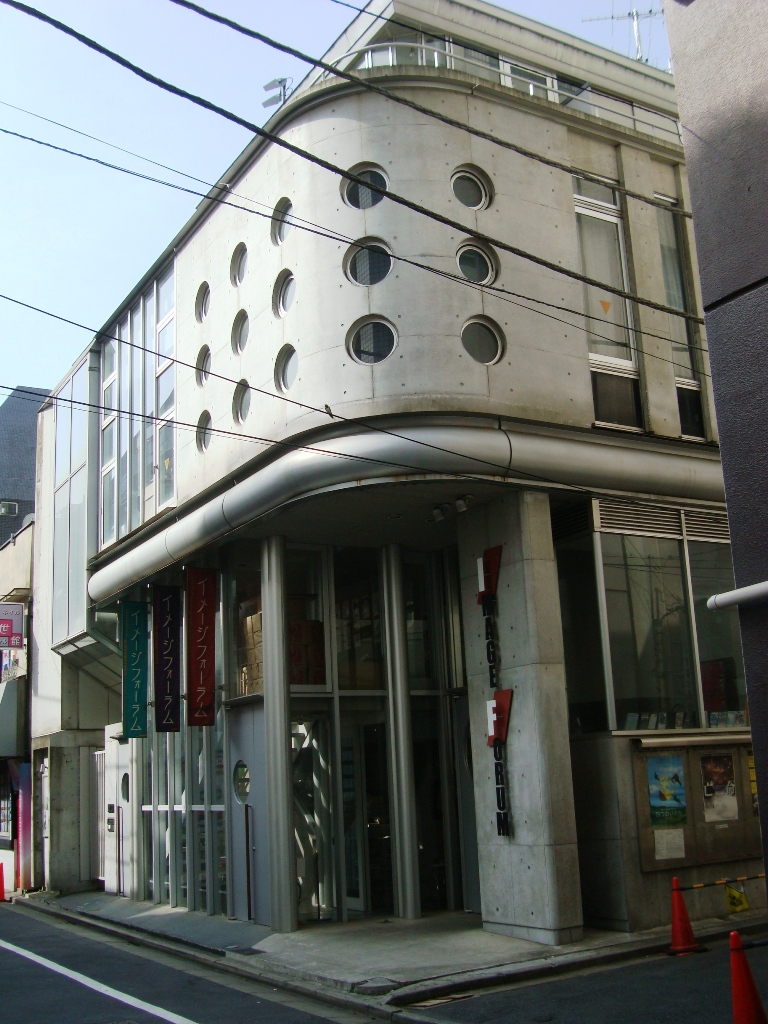
Форум театральних образів
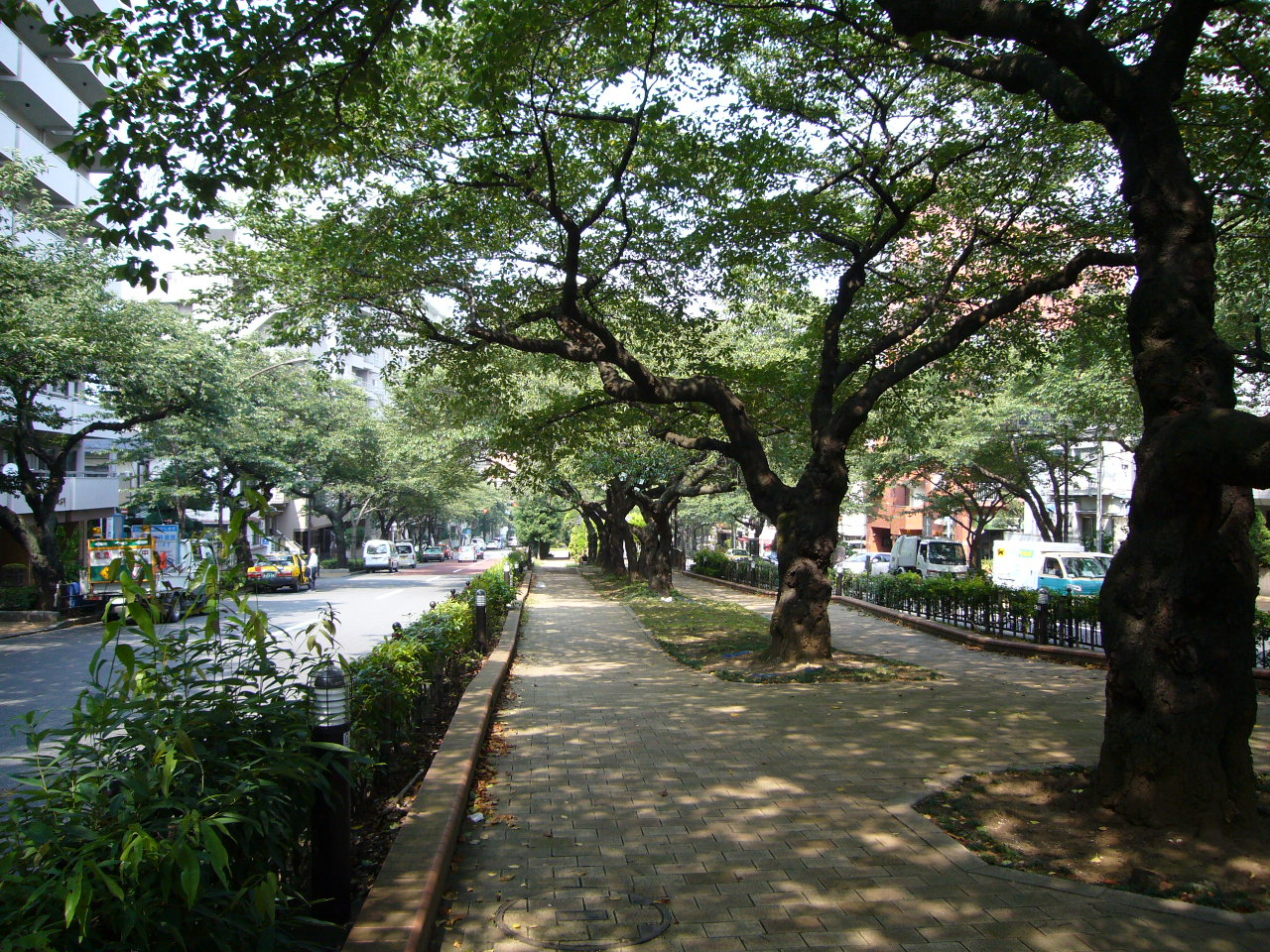
Харімазака